# Supercoupe du Japon de football
La Supercoupe du Japon, ou FUJIFILM Super Cup (en japonais : 富士フイルムスーパーカップ (Fuji fuirumusūpākappu)) du nom de son sponsor Fujifilm, est une compétition de football opposant le vainqueur du Championnat du Japon à celui de la Coupe du Japon (appelée aussi Coupe de l'Empereur). Comme en Angleterre avec le Community Shield ou en France avec le Trophée des champions, cette rencontre ouvre traditionnellement la saison de football au Japon et a lieu quelques jours avant le début du championnat.
Les Kashima Antlers sont le club le plus titré de la compétition avec six victoires.

## Histoire
La première édition a lieu le 5 mars 1994 au Stade olympique national à Tokyo entre le Verdy Kawasaki et les Yokohama Flügels. Kawasaki s'impose sur le score de 2-1.
Le 8 février 2020, le Vissel Kobe remporte la Supercoupe au terme d'un match fou contre les Yokohama F. Marinos disputé au Stade Saitama 2002 à Saitama. Tandis que les deux premiers tirs au but de chaque équipe sont réussis, pas moins de neuf consécutifs sont ratés par les deux équipes, dont un par Thomas Vermaelen. C'est finalement Andrés Iniesta qui donne la première victoire à Kobe en Supercoupe.

## Palmarès
| Édition | Année | Vainqueur                | Score       | Finaliste            | Lieu de la finale        | Affluence |
| ------- | ----- | ------------------------ | ----------- | -------------------- | ------------------------ | --------- |
| 1re     | 1994  | Verdy Kawasaki (1)       | 2 - 1       | Yokohama Flügels     | Stade olympique national | 51 154    |
| 2e      | 1995  | Verdy Kawasaki (2)       | 2 - 2 (4-2) | Bellmare Hiratsuka   | Stade olympique national | 53 167    |
| 3e      | 1996  | Nagoya Grampus Eight (1) | 2 - 0       | Yokohama Marinos     | Stade olympique national | 39 570    |
| 4e      | 1997  | Kashima Antlers (1)      | 3 - 2       | Verdy Kawasaki       | Stade olympique national | 28 920    |
| 5e      | 1998  | Kashima Antlers (2)      | 2 - 1       | Júbilo Iwata         | Stade olympique national | 35 208    |
| 6e      | 1999  | Kashima Antlers (3)      | 2 - 1       | Shimizu S-Pulse      | Stade olympique national | 28 520    |
| 7e      | 2000  | Júbilo Iwata (1)         | 1 - 1 (3-2) | Nagoya Grampus Eight | Stade olympique national | 25 063    |
| 8e      | 2001  | Shimizu S-Pulse (1)      | 3 - 0       | Kashima Antlers      | Stade olympique national | 25 095    |
| 9e      | 2002  | Shimizu S-Pulse (2)      | 1 - 1 (5-4) | Kashima Antlers      | Stade olympique national | 34 576    |
| 10e     | 2003  | Júbilo Iwata (2)         | 3 - 0       | Kyoto Purple Sanga   | Stade olympique national | 22 904    |
| 11e     | 2004  | Júbilo Iwata (3)         | 1 - 1 (4-2) | Yokohama F. Marinos  | Stade olympique national | 30 158    |
| 12e     | 2005  | Tokyo Verdy 1969 (3)     | 2 - 2 (5-4) | Yokohama F. Marinos  | Stade Nissan             | 21 104    |
| 13e     | 2006  | Urawa Red Diamonds (1)   | 3 - 1       | Gamba Osaka          | Stade olympique national | 35 674    |
| 14e     | 2007  | Gamba Osaka (1)          | 4 - 0       | Urawa Red Diamonds   | Stade olympique national | 35 307    |
| 15e     | 2008  | Sanfrecce Hiroshima (1)  | 2 - 2 (4-3) | Kashima Antlers      | Stade olympique national | 27 245    |
| 16e     | 2009  | Kashima Antlers (4)      | 3 - 0       | Gamba Osaka          | Stade olympique national | 36 880    |
| 17e     | 2010  | Kashima Antlers (5)      | 1 - 1 (5-3) | Gamba Osaka          | Stade olympique national | 34 634    |
| 18e     | 2011  | Nagoya Grampus (2)       | 1 - 1 (3-1) | Kashima Antlers      | Stade Nissan             | 35 963    |
| 19e     | 2012  | Kashiwa Reysol (1)       | 2 - 1       | FC Tokyo             | Stade olympique national | 35 453    |
| 20e     | 2013  | Sanfrecce Hiroshima (2)  | 1 - 0       | Kashiwa Reysol       | Stade olympique national | 34 972    |
| 21e     | 2014  | Sanfrecce Hiroshima (3)  | 2 - 0       | Yokohama F. Marinos  | Stade olympique national | 41 273    |
| 22e     | 2015  | Gamba Osaka (2)          | 2 - 0       | Urawa Red Diamonds   | Stade Nissan             | 47 666    |
| 23e     | 2016  | Sanfrecce Hiroshima (4)  | 3 - 1       | Gamba Osaka          | Stade Nissan             | 33 805    |
| 24e     | 2017  | Kashima Antlers (6)      | 3 - 2       | Urawa Red Diamonds   | Stade Nissan             | 48 250    |
| 25e     | 2018  | Cerezo Osaka (1)         | 3 - 2       | Kawasaki Frontale    | Stade Saitama 2002       | 41 803    |
| 26e     | 2019  | Kawasaki Frontale (1)    | 1 - 0       | Urawa Red Diamonds   | Stade Saitama 2002       | 52 587    |
| 27e     | 2020  | Vissel Kobe (1)          | 3 - 3 (3-2) | Yokohama F. Marinos  | Stade Saitama 2002       | 51 397    |
| 28e     | 2021  | Kawasaki Frontale (2)    | 3 - 2       | Gamba Osaka          | Stade Saitama 2002       | 4 208     |
| 29e     | 2022  | Urawa Red Diamonds (2)   | 2 - 0       | Kawasaki Frontale    | Stade Nissan             | 18 558    |
| 30e     | 2023  | Yokohama F. Marinos (1)  | 2 - 1       | Ventforet Kōfu       | Stade national           | 50 923    |
| 31e     | 2024  | Kawasaki Frontale (3)    | 1 - 0       | Vissel Kobe          | Stade national           | 52 142    |
| 32e     | 2025  | Sanfrecce Hiroshima (5)  | 2 - 0       | Vissel Kobe          | Stade national           | 53 343    |

## Palmarès par club
| Édition | Clubs               | Vainqueur                              | Finaliste                        | Finales disputées |
| ------- | ------------------- | -------------------------------------- | -------------------------------- | ----------------- |
| 1       | Kashima Antlers     | 6 (1997, 1998, 1999, 2009, 2010, 2017) | 4 (2001, 2002, 2008, 2011)       | 10                |
| 2       | Sanfrecce Hiroshima | 5 (2008, 2013, 2014, 2016, 2025)       | 0                                | 5                 |
| 3       | Kawasaki Frontale   | 3 (2019, 2021, 2024)                   | 2 (2018, 2022)                   | 5                 |
| 4       | Júbilo Iwata        | 3 (2000, 2003, 2004)                   | 1 (1998)                         | 4                 |
| 4       | Tokyo Verdy 1969    | 3 (1994, 1995, 2005)                   | 1 (1997)                         | 4                 |
| 6       | Gamba Osaka         | 2 (2007, 2015)                         | 5 (2006, 2009, 2010, 2016, 2021) | 7                 |
| 7       | Urawa Red Diamonds  | 2 (2006, 2022)                         | 4 (2007, 2015, 2017, 2019)       | 6                 |
| 8       | Shimizu S-Pulse     | 2 (2001, 2002)                         | 1 (1999)                         | 3                 |
| 8       | Nagoya Grampus      | 2 (1996, 2011)                         | 1 (2000)                         | 3                 |
| 10      | Yokohama F. Marinos | 1 (2023)                               | 5 (1996, 2004, 2005, 2014, 2020) | 6                 |
| 11      | Vissel Kobe         | 1 (2020)                               | 2 (2024, 2025)                   | 3                 |
| 11      | Kashiwa Reysol      | 1 (2012)                               | 1 (2013)                         | 2                 |
| 13      | Cerezo Osaka        | 1 (2018)                               | 0                                | 1                 |
| 14      | Yokohama Flügels    | 0                                      | 1 (1994)                         | 1                 |
| 14      | Bellmare Hiratsuka  | 0                                      | 1 (1995)                         | 1                 |
| 14      | Kyoto Purple Sanga  | 0                                      | 1 (2003)                         | 1                 |
| 14      | FC Tokyo            | 0                                      | 1 (2012)                         | 1                 |
| 14      | Ventforet Kōfu      | 0                                      | 1 (2023)                         | 1                 |

| Club                                        | Nombre de titres |
| ------------------------------------------- | ---------------- |
| Champion du Japon                           | 17               |
| Vainqueur de la Coupe du Japon ou suppléant | 15               |